# Benin na Letnich Igrzyskach Paraolimpijskich 2012
Benin na Letnich Igrzyskach Paraolimpijskich 2012 reprezentował 1 zawodnik w 1 konkurencji.
Dla reprezentacji Beninu był to czwarty start w igrzyskach paraolimpijskich (poprzednio w 2000, 2004 oraz 2008 roku). Dotychczas żaden zawodnik nie zdobył paraolimpijskiego medalu. 

## Kadra

### Lekkoatletyka
Konkurencje techniczne
| Zawodnik           | Konkurencja           | Odległość | Pkt | Poz. |
| ------------------ | --------------------- | --------- | --- | ---- |
| Constant Kponhinto | Pchnięcie kulą F57/58 | 8.25 m    | 268 | 17.  |